# Anthurium nanum
Anthurium nanum är en kallaväxtart som beskrevs av Richard Evans Schultes. Anthurium nanum ingår i släktet Anthurium och familjen kallaväxter. Inga underarter finns listade.